# Spisak EC brojeva (EC 3)
Ovaj spisak sadrži EC brojeve treće grupe, EC 3, hidrolaze, uređene u numeričkom redosledu po preporuci odbora za nomenklaturu Međunarodne unije za biohemiju i molekularnu biologiju.

### EC 3.1.1: Hidrolaze karboksilnih estara
- EC 3.1.1.1: karboksilestaraza
- EC 3.1.1.2: arilestaraza
- EC 3.1.1.3: triacilglicerol lipaza
- EC 3.1.1.4: fosfolipaza A2
- EC 3.1.1.5: lizofosfolipaza
- EC 3.1.1.6: acetilestaraza
- EC 3.1.1.7: acetilholinsteraza
- EC 3.1.1.8: holinsteraza
- EC 3.1.1.9: obrisano
- EC 3.1.1.10: tropinsteraza
- EC 3.1.1.11: pektinestaraza
- EC 3.1.1.12: obrisano
- EC 3.1.1.13: sterol estaraza
- EC 3.1.1.14: hlorofilaza
- EC 3.1.1.15: -arabinonolaktonaza
- EC 3.1.1.16: obrisano, mešavina EC 5.3.3.4 i EC 3.1.1.24
- EC 3.1.1.17: glukonolaktonaza
- EC 3.1.1.18: obrisano, uključeno u EC 3.1.1.17
- EC 3.1.1.19: uronolaktonaza
- EC 3.1.1.20: tanaza
- EC 3.1.1.21: retinil-palmitat estaraza
- EC 3.1.1.22: hidroksibutirat-dimer hidrolaza
- EC 3.1.1.23: acilglicerol lipaza
- EC 3.1.1.24: 3-oksoadipat enol-laktonaza
- EC 3.1.1.25: 1,4-laktonaza
- EC 3.1.1.26: galaktolipaza
- EC 3.1.1.27: 4-piridoksolaktonaza
- EC 3.1.1.28: acilkarnitin hidrolaza
- EC 3.1.1.29: aminoacil-tRNK hidrolaza
- EC 3.1.1.30: D-arabinonolaktonaza
- EC 3.1.1.31: 6-fosfoglukonolaktonaza
- EC 3.1.1.32: fosfolipaza A1
- EC 3.1.1.33: 6-acetilglukoza deacetilaza
- EC 3.1.1.34: lipoprotein lipaza
- EC 3.1.1.35: dihidrokumarin hidrolaza
- EC 3.1.1.36: limonin-D-prsten-laktonaza
- EC 3.1.1.37: steroid-laktonaza
- EC 3.1.1.38: triacetat-laktonaza
- EC 3.1.1.39: aktinomicinska laktonaza
- EC 3.1.1.40: orselinat-depsidna hidrolaza
- EC 3.1.1.41: cefalosporin-C deacetilaza
- EC 3.1.1.42: hlorogenat hidrolaza
- EC 3.1.1.43: a-aminokiselinska estaraza
- EC 3.1.1.44: 4-metiloksaloacetatna estaraza
- EC 3.1.1.45: karboksimetilnbutenolidaza
- EC 3.1.1.46: dezoksilimonatna A-prsten-laktonaza
- EC 3.1.1.47: 1-alkil-2-acetilglicerofosfoholinska estaraza
- EC 3.1.1.48: fuzarinin-C ornitinestaraza
- EC 3.1.1.49: sinapinska estaraza
- EC 3.1.1.50: voštani-estar hidrolaza
- EC 3.1.1.51: forbol-diestar hidrolaza
- EC 3.1.1.52: fosfatidilinozitol deacilaza
- EC 3.1.1.53: sijalatna O-acetilestaraza
- EC 3.1.1.54: acetoksibutinilbitiofen deacetilaza
- EC 3.1.1.55: acetilsalicilat deacetilaza
- EC 3.1.1.56: metilumbeliferil-acetat deacetilaza
- EC 3.1.1.57: 2-piron-4,6-dikarboksilat laktonaza
- EC 3.1.1.58: -acetilgalaktozaminoglikan deacetilaza
- EC 3.1.1.59: juvenilna-hormonska estaraza
- EC 3.1.1.60: bis(2-etilheksil)ftalatna estaraza
- EC 3.1.1.61: protein-glutamatna metilsteraza
- EC 3.1.1.62: sad EC 3.5.1.47
- EC 3.1.1.63: 11-cis-retinil-palmitat hidrolaza
- EC 3.1.1.64: sve-trans-retinil-palmitat hidrolaza
- EC 3.1.1.65: L-ramnono-1,4-laktonaza
- EC 3.1.1.66: 5-(3,4-diacetoksibut-1-inil)-2,2'-bitiofen deacetilaza
- EC 3.1.1.67: masni-acil-etil-estar sintaza
- EC 3.1.1.68: ksilono-1,4-laktonaza
- EC 3.1.1.69: sad EC 3.5.1.89
- EC 3.1.1.70: cetraksatna benzilestaraza
- EC 3.1.1.71: acetilalkilglicerol acetilhidrolaza
- EC 3.1.1.72: acetilksilan esteraza
- EC 3.1.1.73: feruloilna estaraza
- EC 3.1.1.74: kutinaza
- EC 3.1.1.75: poli(3-hidroksibutirat) depolimeraza
- EC 3.1.1.76: poli(3-hidroksioktanoat) depolimeraza
- EC 3.1.1.77: aciloksiacil hidrolaza
- EC 3.1.1.78: polineuridin-aldehidna estaraza
- EC 3.1.1.79: hormon-senzitivna lipaza
- EC 3.1.1.80: acetilajmalinska estaraza
- EC 3.1.1.81: kvorum-sensing N-acil-homoserinska laktonaza
- EC 3.1.1.82: feoforbidaza
- EC 3.1.1.83: monoterpen epsilon-lakton hidrolaza
- EC 3.1.1.84: kokainska estaraza
- EC 3.1.1.85: pimelil-(acil-nosilac protein) metil estarska esteraza
- EC 3.1.1.86: ramnogalakturonanska acetilesteraza
- EC 3.1.1.87: fumonizinska B1 esteraza
- EC 3.1.1.88: piretroidna hidrolaza
- EC 3.1.1.89: protein fosfatazna metilsteraze-1
- EC 3.1.1.90: sve-trans-retinil estar 13-cis izomerohidrolaza
- EC 3.1.1.91: 2-okso-3-(5-oksofuran-2-iliden)propanoatna laktonaza
- EC 3.1.1.92: 4-sulfomukonolaktonska hidrolaza
- EC 3.1.1.93: mikofenolna kiselina acil-glukuronidna esteraza

### EC 3.1.2: Tioesterske hidrolaze
- EC 3.1.2.1: acetil-KoA hidrolaza
- EC 3.1.2.2: palmitoil-KoA hidrolaza
- EC 3.1.2.3: sukcinil-KoA hidrolaza
- EC 3.1.2.4: 3-hidroksiizobutiril-KoA hidrolaza
- EC 3.1.2.5: hidroksimetilglutaril-KoA hidrolaza
- EC 3.1.2.6: hidroksiacilglutation hidrolaza
- EC 3.1.2.7: glutationska tiolestaraza
- EC 3.1.2.8: obrisano, uključeno u EC 3.1.2.6
- EC 3.1.2.9: obrisano
- EC 3.1.2.10: formil-KoA hidrolaza
- EC 3.1.2.11: acetoacetil-KoA hidrolaza
- EC 3.1.2.12: -formilglutation hidrolaza
- EC 3.1.2.13: -sukcinilglutation hidrolaza
- EC 3.1.2.14: oleoil-(acil-nosilac-protein) hidrolaza
- EC 3.1.2.15: ubikvitinska tiolestaraza
- EC 3.1.2.16: citrat lijaza deacetilaza
- EC 3.1.2.17: (S)-metilmalonil-KoA hidrolaza
- EC 3.1.2.18: ADP-zavisna kratkolančana-acil-KoA hidrolaza
- EC 3.1.2.19: ADP-zavisna srednjelančana-acil-KoA hidrolaza
- EC 3.1.2.20: acil-KoA hidrolaza
- EC 3.1.2.21: Dodekanoil-(acil-nosilac-protein) hidrolaza
- EC 3.1.2.22: palmitoil(protein) hidrolaza
- EC 3.1.2.23: 4-hidroksibenzoil-KoA tioestaraza
- EC 3.1.2.24: sad EC 3.13.1.3
- EC 3.1.2.25: fenilacetil-KoA hidrolaza
- EC 3.1.2.26: žučna kiselina-KoA hidrolaza
- EC 3.1.2.27: holoil-KoA hidrolaza
- EC 3.1.2.28: 1,4-dihidroksi-2-naftoil-KoA hidrolaza
- EC 3.1.2.29: fluoroacetil-KoA tioesteraza

### EC 3.1.3: Hidrolaze fosfornih monoestara
- EC 3.1.3.1: alkalna fosfataza
- EC 3.1.3.2: kiselinska fosfataza
- EC 3.1.3.3: fosfoserin fosfataza
- EC 3.1.3.4: fosfatidat fosfataza
- EC 3.1.3.5: 5'-nukleotidaza
- EC 3.1.3.6: 3'-nukleotidaza
- EC 3.1.3.7: 3'(2'),5'-bisfosfat nukleotidaza
- EC 3.1.3.8: 3-fitaza
- EC 3.1.3.9: glukoza-6-fosfataza
- EC 3.1.3.10: glukoza-1-fosfataza
- EC 3.1.3.11: fruktoza-bisfosfataza
- EC 3.1.3.12: trehaloza-fosfataza
- EC 3.1.3.13: bisfosfoglicerat fosfataza
- EC 3.1.3.14: metilfosfotioglicerat fosfataza
- EC 3.1.3.15: histidinol-fosfataza
- EC 3.1.3.16: fosfoprotein fosfataza
- EC 3.1.3.17: (fosforilaza) fosfataza
- EC 3.1.3.18: fosfoglikolat fosfataza
- EC 3.1.3.19: glicerol-2-fosfataza
- EC 3.1.3.20: fosfoglicerat fosfataza
- EC 3.1.3.21: glicerol-1-fosfataza
- EC 3.1.3.22: manitol-1-fosfataza
- EC 3.1.3.23: šećerna fosfataza
- EC 3.1.3.24: saharoza fosfataza
- EC 3.1.3.25: inozitol-fosfat fosfataza
- EC 3.1.3.26: 4-fitaza
- EC 3.1.3.27: fosfatidillglicerofosfataza
- EC 3.1.3.28: ADP-fosfoglicerat fosfataza
- EC 3.1.3.29: -acilneuraminat-9-fosfataza
- EC 3.1.3.30: obrisano, uključeno u EC 3.1.3.31
- EC 3.1.3.31: nukleotidaza
- EC 3.1.3.32: polinukleotid 3'-fosfataza
- EC 3.1.3.33: polinukleotid 5'-fosfataza
- EC 3.1.3.34: dezoksinukleotid 3'-fosfataza
- EC 3.1.3.35: timidilat 5'-fosfataza
- EC 3.1.3.36: fosfoinozitid 5-fosfataza
- EC 3.1.3.37: sedoheptuloza-bisfosfataza
- EC 3.1.3.38: 3-fosfoglicerat fosfataza
- EC 3.1.3.39: streptomicin-6-fosfataza
- EC 3.1.3.40: guanidinodezoksi-scilo-inozitol-4-fosfataza
- EC 3.1.3.41: 4-nitrofenilfosfataza
- EC 3.1.3.42: (glikogen-sintaza-D) fosfataza
- EC 3.1.3.43: (piruvat dehidrogenaza (acetil-transfer prsten))-fosfataza
- EC 3.1.3.44: (acetil-KoA karboksilaza)-fosfataza
- EC 3.1.3.45: 3-dezoksi-mano-oktulozonat-8-fosfataza
- EC 3.1.3.46: fruktoza-2,6-bisfosfat 2-fosfataza
- EC 3.1.3.47: (hidroksimetilglutaril-KoA reduktaza (NADPH))-fosfataza
- EC 3.1.3.48: proteinska tirozinska fosfataza
- EC 3.1.3.49: (piruvat kinaza)-fosfataza
- EC 3.1.3.50: sorbitol-6-fosfataza
- EC 3.1.3.51: dolihil-fosfataza
- EC 3.1.3.52: (3-metil-2-oksobutanoat dehidrogenaza (2-metilpropanoil-transferprsten))-fosfataza
- EC 3.1.3.53: (miozin-laki-lanac) fosfataza
- EC 3.1.3.54: fruktoza-2,6-bisfosfat 6-fosfataza
- EC 3.1.3.55: kaldezmon-fosfataza
- EC 3.1.3.56: inozitol-polifosfatna 5-fosfataza
- EC 3.1.3.57: inozitol-1,4-bisfosfatna 1-fosfataza
- EC 3.1.3.58: terminalni šećer fosfataza
- EC 3.1.3.59: alkilacetilglicerofosfataza
- EC 3.1.3.60: fosfoenolpiruvat fosfataza
- EC 3.1.3.61: obrisano
- EC 3.1.3.62: višestruka inozitol-polifosfatna fosfataza
- EC 3.1.3.63: 2-karboksi-D-arabinitol-1-fosfataza
- EC 3.1.3.64: fosfatidilinozitol-3-fosfataza
- EC 3.1.3.65: sad EC 3.1.3.64
- EC 3.1.3.66: fosfatidilinozitol-3,4-bisfosfat 4-fosfataza
- EC 3.1.3.67: fosfatidilinozitol-3,4,5-trisfosfat 3-fosfataza
- EC 3.1.3.68: 2-dezoksiglukoza-6-fosfataza
- EC 3.1.3.69: glukozilglicerol 3-fosfataza
- EC 3.1.3.70: manozil-3-fosfoglicerat fosfataza
- EC 3.1.3.71: 2-fosfosulfolaktat fosfataza
- EC 3.1.3.72: 5-fitaza
- EC 3.1.3.73: a-ribazol fosfataza
- EC 3.1.3.74: piridoksal fosfataza
- EC 3.1.3.75: fosfoetanolamin/fosfoholin fosfataza
- EC 3.1.3.76: lipid-fosfat fosfataza
- EC 3.1.3.77: aciredukton sintaza
- EC 3.1.3.78: fosfatidilinozitol-4,5-bisfosfat 4-fosfataza
- EC 3.1.3.79: manozilfruktoza-fosfat fosfataza
- EC 3.1.3.80: 2,3-bisfosfoglicerat 3-fosfataza
- EC 3.1.3.81: diacilglicerol difosfatna fosfataza
- EC 3.1.3.82: D-glicero-beta-D-mano-heptoza 1,7-bisfosfatna 7-fosfataza
- EC 3.1.3.83: D-glicero-alfa-D-mano-heptoza 1,7-bisfosfatna 7-fosfataza
- EC 3.1.3.84: ADP-riboza 1′′-fosfatna fosfataza
- EC 3.1.3.85: glukozil-3-fosfogliceratna fosfataza
- EC 3.1.3.86: fosfatidilinozitol-3,4,5-trisfosfatna 5-fosfataza
- EC 3.1.3.87: 2-hidroksi-3-keto-5-metiltiopentenil-1-fosfatna fosfataza
- EC 3.1.3.88: 5''-fosforibostamicinska fosfataza

### EC 3.1.4: Hidrolaze fosfornih diestara
- EC 3.1.4.1: fosfodiestaraza I
- EC 3.1.4.2: glicerofosfoholinska fosfodiestaraza
- EC 3.1.4.3: fosfolipaza C
- EC 3.1.4.4: fosfolipaza D
- EC 3.1.4.5: sad EC 3.1.21.1
- EC 3.1.4.6: sad EC 3.1.22.1
- EC 3.1.4.7: sad EC 3.1.31.1
- EC 3.1.4.8: sad EC 3.1.27.3
- EC 3.1.4.9: sad EC 3.1.30.2
- EC 3.1.4.10: sad EC 4.6.1.13
- EC 3.1.4.11: fosfoinozitid fosfolipaza C
- EC 3.1.4.12: sfingomijelinska fosfodiestaraza
- EC 3.1.4.13: serin-etanolaminfosfatna fosfodiestaraza
- EC 3.1.4.14: (acil-nosilac-protein) fosfodiestaraza
- EC 3.1.4.15: adenilil-(glutamat—amonijak ligaza) hidrolaza
- EC 3.1.4.16: 2',3'-ciklični-nukleotid 2'-fosfodiestaraza
- EC 3.1.4.17: 3',5'-ciklični-nukleotid fosfodiesteraza
- EC 3.1.4.18: sad EC 3.1.16.1
- EC 3.1.4.19: sad EC 3.1.13.3
- EC 3.1.4.20: sad EC 3.1.13.1
- EC 3.1.4.21: sad EC 3.1.30.1
- EC 3.1.4.22: sad EC 3.1.27.5
- EC 3.1.4.23: sad EC 3.1.27.1
- EC 3.1.4.24: obrisano
- EC 3.1.4.25: sad EC 3.1.11.1
- EC 3.1.4.26: obrisano
- EC 3.1.4.27: sad EC 3.1.11.2
- EC 3.1.4.28: sad EC 3.1.11.3
- EC 3.1.4.29: obrisano
- EC 3.1.4.30: sad EC 3.1.21.2
- EC 3.1.4.31: sad EC 3.1.11.4
- EC 3.1.4.32: obrisano
- EC 3.1.4.33: obrisano
- EC 3.1.4.34: obrisano
- EC 3.1.4.35: 3',5'-ciklični-GMP fosfodiestaraza
- EC 3.1.4.36: sad sa EC 3.1.4.43
- EC 3.1.4.37: 2',3'-ciklični-nukleotid 3'-fosfodiesteraza
- EC 3.1.4.38: glicerofosfoholinska holinfosfodiestaraza
- EC 3.1.4.39: alkilglicerofosfoetanolaminska fosfodiestaraza
- EC 3.1.4.40: CMP-N-acilneuraminat fosfodiesteraza
- EC 3.1.4.41: sfingomijelinska fosfodiestaraza D
- EC 3.1.4.42: glicerol-1,2-ciklični-fosfat 2-fosfodiestaraza
- EC 3.1.4.43: glicerofosfoinozitolna inozitolfosfodiestaraza
- EC 3.1.4.44: glicerofosfoinozitolna glicerofosfodiestaraza
- EC 3.1.4.45: -acetilglukozamin-1-fosfodiester a-N-acetilglukozaminidaza
- EC 3.1.4.46: glicerofosfodiestarska fosfodiestaraza
- EC 3.1.4.47: sad EC 4.6.1.14
- EC 3.1.4.48: dolihilfosfat-glukozna fosfodiestaraza
- EC 3.1.4.49: dolihilfosfat-manozna fosfodiestaraza
- EC 3.1.4.50: glikozilfosfatidilinozitolna fosfolipaza D
- EC 3.1.4.51: glukoza-1-fosfo-D-manozilgliko protein fosfodiesteraza
- EC 3.1.4.52: ciklični-guanilat-specifična fosfodiestaraza
- EC 3.1.4.53: 3',5'-ciklični-AMP fosfodiestaraza
- EC 3.1.4.54: N-acetilfosfatidiletanolamin-hidrolizujuća fosfolipaza D

### EC 3.1.5: Hidrolaze trifosfornih monoestara
- EC 3.1.5.1: dGTPaza

### EC 3.1.6: Hidrolaze sumpornih estara
- EC 3.1.6.1: arilsulfataza
- EC 3.1.6.2: steril-sulfataza
- EC 3.1.6.3: glikosulfataza
- EC 3.1.6.4: -acetilgalaktozamin-6-sulfataza
- EC 3.1.6.5: obrisano
- EC 3.1.6.6: holin-sulfataza
- EC 3.1.6.7: celuloza-polisulfataza
- EC 3.1.6.8: cerebrozid-sulfataza
- EC 3.1.6.9: hondro-4-sulfataza
- EC 3.1.6.10: hondro-6-sulfataza
- EC 3.1.6.11: disulfoglukozamin-6-sulfataza
- EC 3.1.6.12: -acetilgalaktozamin-4-sulfataza
- EC 3.1.6.13: iduronat-2-sulfataza
- EC 3.1.6.14: -acetilglukozamin-6-sulfataza
- EC 3.1.6.15: -sulfoglukozamin-3-sulfataza
- EC 3.1.6.16: monometil-sulfataza
- EC 3.1.6.17: D-laktat-2-sulfataza
- EC 3.1.6.18: glukuronat-2-sulfataza

### EC 3.1.7: Hidrolaze difosforinih monoestara
- EC 3.1.7.1: prenil-difosfataza
- EC 3.1.7.2: guanozin-3',5'-bis(difosfat) 3'-difosfataza
- EC 3.1.7.3: monoterpenil-difosfataza
- EC 3.1.7.4: sklareol ciklaza
- EC 3.1.7.5: geranilgeranil difosfat difosfataza
- EC 3.1.7.6: farnezilna difosfataza
- EC 3.1.7.7: drimenolna ciklaza
- EC 3.1.7.8: tuberkulozinolna sintaza
- EC 3.1.7.9: izotuberkulozinolna sintaza
- EC 3.1.7.10: (13E)-labda-7,13-dien-15-ol sintaza
- EC 3.1.7.11: geranil difosfatna difosfataza

### EC 3.1.8: Hidrolaze fosfornih triestara
- EC 3.1.8.1: arildialkilfosfataza
- EC 3.1.8.2: diizopropil-fluorofosfataza

### EC 3.1.11:Eksodezoksiribonukleazekoje proizvode 5'-fosfomonoestre
- EC 3.1.11.1: eksodezoksiribonukleaza I
- EC 3.1.11.2: eksodezoksiribonukleaza III
- EC 3.1.11.3: eksodezoksiribonukleaza (lambda-indukovana)
- EC 3.1.11.4: eksodezoksiribonukleaza (fag SP3-indukovana)
- EC 3.1.11.5: eksodezoksiribonukleaza V
- EC 3.1.11.6: eksodezoksiribonukleaza VII

### EC 3.1.13: Eksoribonukleaze koje proizvode 5'-fosfomonoestre
- EC 3.1.13.1: eksoribonukleaza II
- EC 3.1.13.2: eksoribonukleaza H
- EC 3.1.13.3: oligonukleotidaza
- EC 3.1.13.4: poli(A)-specifična ribonukleaza
- EC 3.1.13.5: ribonukleaza D

### EC 3.1.14: Eksoribonukleaze koje proizvode 3'-fosfomonoestre
- EC 3.1.14.1: ribonukleaza kvasca

### EC 3.1.15: Eksoribonukleaze aktivne na ribo- ili dezoksiribonukleinskim kiselinama koje proizvode 5'-fosfomonoestre
- EC 3.1.15.1: venom eksonukleaza

### EC 3.1.16: Eksoribonukleaze aktivne na ribo- ili dezoksiribonukleinskim kiselinama koje proizvode 3'-fosfomonoestre
- EC 3.1.16.1: eksonukleaza slezine

### EC 3.1.21:Endodezoksiribonukleazekoje proizvode 5'-fosfomonoestre
- EC 3.1.21.1: dezoksiribonukleaza I
- EC 3.1.21.2: dezoksiribonukleaza IV (fag-T4-indukovana)
- EC 3.1.21.3: tip I dezoksiribonukleaza
- EC 3.1.21.4: tip II dezoksiribonukleaza
- EC 3.1.21.5: tip III dezoksiribonukleaza
- EC 3.1.21.6: CC-preferentna endodezoksiribonukleaza
- EC 3.1.21.7: dezoksiribonukleaza V

### EC 3.1.22: Endodezoksiribonukleaze koje proizvode 3'-fosfomonoestre
- EC 3.1.22.1: dezoksiribonukleaza II
- EC 3.1.22.2:  dezoksiribonukleaza K1
- EC 3.1.22.3: sad EC 3.1.21.7
- EC 3.1.22.4: endodezoksiribonukleaza krosing-over čvora
- EC 3.1.22.5: dezoksiribonukleaza X

EC 3.1.23i EC 3.1.24 su sad EC 3.1.21.3, EC 3.1.21.4 i EC 3.1.21.5

### EC 3.1.25: Endodezoksiribonukleaze specifična za izmenjene baze
- EC 3.1.25.1: dezoksiribonukleaza (pirimidinskog dimera)
- EC 3.1.25.2: sad EC 4.2.99.18

### EC 3.1.26: Endoribonukleaze koje proizvode 5'-fosfomonoestre
- EC 3.1.26.1:  ribonukleaza
- EC 3.1.26.2: ribonukleaza alfa
- EC 3.1.26.3: ribonukleaza III
- EC 3.1.26.4: ribonukleaza H telećeg timusa
- EC 3.1.26.5: ribonukleaza P
- EC 3.1.26.6: ribonukleaza IV
- EC 3.1.26.7: ribonukleaza P4
- EC 3.1.26.8: ribonukleaza M5
- EC 3.1.26.9: ribonukleaza (poli-(U) specifična)
- EC 3.1.26.10: ribonukleaza IX
- EC 3.1.26.11: ribonukleaza Z
- EC 3.1.26.12: ribonukleaza E
- EC 3.1.26.13: retroviralna ribonukleaza H

### EC 3.1.27: Endoribonukleaze koje proizvode 3'-fosfomonoestre
- EC 3.1.27.1: ribonukleaza T2
- EC 3.1.27.2:  ribonukleaza
- EC 3.1.27.3: ribonukleaza T1
- EC 3.1.27.4: ribonukleaza U2
- EC 3.1.27.5: pankreasna ribonukleaza
- EC 3.1.27.6: Enterobakterijska ribonukleaza
- EC 3.1.27.7: ribonukleaza F
- EC 3.1.27.8: ribonukleaza V
- EC 3.1.27.9: tRNK-intron endonukleaza
- EC 3.1.27.10: rRNK endonukleaza

### EC 3.1.30: Endoribonukleaze aktivne na ribo- ili dezoksiribonukleinskim kiselinama koje proizvode 5'-fosfomonoestre
- EC 3.1.30.1:  nukleaza S1
- EC 3.1.30.2:  nukleaza

### EC 3.1.31: Endoribonukleaze aktivne na ribo- ili dezoksiribonukleinskim kiselinama koje proizvode 3'-fosfomonoestre
- EC 3.1.31.1: mikrokokalna nukleaza

## EC 3.2:Glikozilaze

### EC 3.2.1: Glikozidaze, i.e. enzimi koji hidrolizuju O- i S-glikozilna jedinjenja
- EC 3.2.1.1: α-Amilaza
- EC 3.2.1.2: β-Amilaza
- EC 3.2.1.3: glukan 1,4-a-glukozidaza
- EC 3.2.1.4: celuloza
- EC 3.2.1.5: obrisano
- EC 3.2.1.6: endo-1,3(4)-b-glukanaza
- EC 3.2.1.7: inulinaza
- EC 3.2.1.8: endo-1,4-β-ksilanaza
- EC 3.2.1.9: obrisano
- EC 3.2.1.10: oligo-1,6-glukozidaza
- EC 3.2.1.11: dekstranaza
- EC 3.2.1.12: obrisano, uključeno u EC 3.2.1.54
- EC 3.2.1.13: obrisano, uključeno u EC 3.2.1.54
- EC 3.2.1.14: hitinaza
- EC 3.2.1.15: poligalakturonaza
- EC 3.2.1.16: obrisano
- EC 3.2.1.17: lizozim
- EC 3.2.1.18: ekso-a-sijalidaza
- EC 3.2.1.19: obrisano
- EC 3.2.1.20: alfa glukozidaza
- EC 3.2.1.21: b-glukozidaza
- EC 3.2.1.22: α-galaktozidaza
- EC 3.2.1.23: b-galaktozidaza
- EC 3.2.1.24: a-manozidaza
- EC 3.2.1.25: b-manozidaza
- EC 3.2.1.26: b-fruktofuranozidaza
- EC 3.2.1.27: obrisano
- EC 3.2.1.28: α,α-trehalaza
- EC 3.2.1.29: obrisano, uključeno u EC 3.2.1.52
- EC 3.2.1.30: obrisano, uključeno u EC 3.2.1.52
- EC 3.2.1.31: β-Glukuronidaza
- EC 3.2.1.32: ksilan endo-1,3-b-ksilozidaza
- EC 3.2.1.33: amilo-1,6-glukozidaza
- EC 3.2.1.34: obrisano, uključeno u EC 3.2.1.35
- EC 3.2.1.35: hijaluronoglukozaminidaza
- EC 3.2.1.36: hijaluronoglukuronidaza
- EC 3.2.1.37: ksilan 1,4-b-ksilozidaza
- EC 3.2.1.38: b-D-fukosidaza
- EC 3.2.1.39: glukan endo-1,3-b-D-glukozidaza
- EC 3.2.1.40: a--ramnozidaza
- EC 3.2.1.41: pululanaza
- EC 3.2.1.42: GDP-glukozidaza
- EC 3.2.1.43: -ramnozidaza
- EC 3.2.1.44: fukoidanaza
- EC 3.2.1.45: glukozilceramidaza
- EC 3.2.1.46: galaktozilkeramidaza
- EC 3.2.1.47: galaktozilgalaktozilglukozilkeramidaza
- EC 3.2.1.48: saharoza alfa-glukozidaza
- EC 3.2.1.49: a--acetilgalaktozaminidaza
- EC 3.2.1.50: α-N-acetilglukozaminidaza
- EC 3.2.1.51: a--fukozidaza
- EC 3.2.1.52: b-L-N-acetilheksozaminidaza
- EC 3.2.1.53: -acetilgalaktozaminidaza
- EC 3.2.1.54: ciklomaltodekstrinaza
- EC 3.2.1.55: a-N-arabinofuranozidaza
- EC 3.2.1.56: Glukuronozil-disulfoglukozamin glukuronidaza
- EC 3.2.1.57: izopululanaza
- EC 3.2.1.58: glukan 1,3-b-glukozidaza
- EC 3.2.1.59: glukan endo-1,3-a-glukozidaza
- EC 3.2.1.60: glukan 1,4-a-maltotetraohidrolaza
- EC 3.2.1.61: mikodekstranaza
- EC 3.2.1.62: glikozilkeramidaza
- EC 3.2.1.63: 1,2-alfa-L-fukozidaza
- EC 3.2.1.64: 2,6-b-fruktan 6-levanbiohidrolaza
- EC 3.2.1.65: levanaza
- EC 3.2.1.66: kvercitrinaza
- EC 3.2.1.67: galakturan 1,4-a-galakturonidaza
- EC 3.2.1.68: izoamilaza
- EC 3.2.1.69: obrisano, uključeno u EC 3.2.1.41
- EC 3.2.1.70: glukan 1,6-a-glukozidaza
- EC 3.2.1.71: glukan endo-1,2-b-glukozidaza
- EC 3.2.1.72: ksilan 1,3-b-ksilozidaza
- EC 3.2.1.73: liheninaza
- EC 3.2.1.74: glukan 1,4-b-glukozidaza
- EC 3.2.1.75: glukan endo-1,6-b-glukozidaza
- EC 3.2.1.76: L-iduronidaza
- EC 3.2.1.77: manan 1,2-(1,3)-a-manozidaza
- EC 3.2.1.78: manan endo-1,4-b-manozidaza
- EC 3.2.1.79: obrisano, uključeno u EC 3.2.1.55
- EC 3.2.1.80: fruktan b-fruktozidaza
- EC 3.2.1.81: agaraza
- EC 3.2.1.82: ekso-poli-a-galakturonozidaza
- EC 3.2.1.83: k-karaginaza
- EC 3.2.1.84: glukan 1,3-a-glukozidaza
- EC 3.2.1.85: 6-fosfo-b-galaktozidaza
- EC 3.2.1.86: 6-fosfo-b-glukozidaza
- EC 3.2.1.87: kapsularni-polisaharid endo-1,3-a-galaktozidaza
- EC 3.2.1.88: -arabinozidaza
- EC 3.2.1.89: arabinogalaktan endo-1,4-b-galaktozidaza
- EC 3.2.1.90: obrisano, nije dovoljno okarakteridana.
- EC 3.2.1.91: celuloza 1,4-b-celobiozidaza
- EC 3.2.1.92: peptidoglikan b-N-acetilmuramidaza
- EC 3.2.1.93: a,a-fosfotrehalaza
- EC 3.2.1.94: glukan 1,6-a-izomaltozidaza
- EC 3.2.1.95: dekstran 1,6-a-izomaltotriozidaza
- EC 3.2.1.96: manozil-glikoprotein endo-b-N-acetilglukozaminidaza
- EC 3.2.1.97: glikopeptid a-N-acetilgalaktozaminidaza
- EC 3.2.1.98: glukan 1,4-a-maltoheksaozidaza
- EC 3.2.1.99: arabinan endo-1,5-a-L-arabinosidaza
- EC 3.2.1.100: manan 1,4-manobiozidaza
- EC 3.2.1.101: manan endo-1,6-a-manozidaza
- EC 3.2.1.102: supstanca krvne grupe endo-1,4-b-galaktozidaza
- EC 3.2.1.103: keratan-sulfat endo-1,4-b-galaktozidaza
- EC 3.2.1.104: steril-b-glukozidaza
- EC 3.2.1.105: striktozidin b-glukozidaza
- EC 3.2.1.106: manozil-oligosaharid glukozidaza
- EC 3.2.1.107: protein-glukozilgalaktozilhidroksilizin glukozidaza
- EC 3.2.1.108: laktaza
- EC 3.2.1.109: endogalaktozaminidaza
- EC 3.2.1.110: mucinaminilserin mucinaminidaza
- EC 3.2.1.111: 1,3-alfa-L-fukozidaza
- EC 3.2.1.112: 2-dezoksiglukozidaza
- EC 3.2.1.113: manozil-oligosaharid 1,2-a-manozidaza
- EC 3.2.1.114: manozil-oligosaharid 1,3-1,6-a-manozidaza
- EC 3.2.1.115: razgranati-dekstran ekso-1,2-a-glukozidaza
- EC 3.2.1.116: glukan 1,4-a-maltotriohidrolaza
- EC 3.2.1.117: amigdalin b-glukozidaza
- EC 3.2.1.118: prunazin b-glukozidaza
- EC 3.2.1.119: vicianin b-glukozidaza
- EC 3.2.1.120: oligoksiloglukanska beta-glikozidaza
- EC 3.2.1.121: polimanuronat hidrolaza
- EC 3.2.1.122: maltoza-6'-fosfat glukozidaza
- EC 3.2.1.123: endoglikozilkeramidaza
- EC 3.2.1.124: 3-dezoksi-2-oktulozonidaza
- EC 3.2.1.125: raukafricin b-glukozidaza
- EC 3.2.1.126: koniferin b-glukozidaza
- EC 3.2.1.127: 1,6-alfa-L-fukozidaza
- EC 3.2.1.128: glicirhizinat beta-glukuronidaza
- EC 3.2.1.129: endo-a-sijalidaza
- EC 3.2.1.130: glikoprotein endo-a-1,2-manozidaza
- EC 3.2.1.131: ksilanska alfa-1,2-glukuronozidaza
- EC 3.2.1.132: hitozanaza
- EC 3.2.1.133: glukan 1,4-a-maltohidrolaza
- EC 3.2.1.134: difruktoza-anhidrid sintaza
- EC 3.2.1.135: neopululanaza
- EC 3.2.1.136: Glukuronoarabinoksilan endo-1,4-b-ksilanaza
- EC 3.2.1.137: manan ekso-1,2-1,6-a-manozidaza
- EC 3.2.1.138: sad EC 4.2.2.15
- EC 3.2.1.139: alfa-glukuronidaza
- EC 3.2.1.140: lakto-N-biosidaza
- EC 3.2.1.141: 4-a-D-((1→4)-a-D-glukano}trehaloza trehalohidrolaza
- EC 3.2.1.142: limit dekstrinaza
- EC 3.2.1.143: poli(ADP-riboza) glikohidrolaza
- EC 3.2.1.144: 3-dezoksioktulozonaza
- EC 3.2.1.145: galaktan 1,3-b-galaktozidaza
- EC 3.2.1.146: b-galaktofuranozidaza
- EC 3.2.1.147: tioglukozidaza
- EC 3.2.1.148: sad EC 4.4.1.21
- EC 3.2.1.149: b-primeverozidaza
- EC 3.2.1.150: oligoksiloglukan redukujuća i specifična celobiohidrolaza
- EC 3.2.1.151: ksiloglukan specifična endo-b-1,4-glukanaza
- EC 3.2.1.152: manozilglikoprotein endo-b-manozidaza
- EC 3.2.1.153: fruktan b-(2,1)-fruktozidaza
- EC 3.2.1.154: fruktan b-(2,6)-fruktozidaza
- EC 3.2.1.156: ksilanaza redukujućeg kraja oligosaharida
- EC 3.2.1.157: I-karaginaza
- EC 3.2.1.158: alfa-agaraza
- EC 3.2.1.159: alfa-neoagaro-oligosaharidna hidrolaza
- EC 3.2.1.160: sad EC 3.2.1.155
- EC 3.2.1.161: beta-apiozil-beta-glukozidaza
- EC 3.2.1.162: lambda-caraginaza
- EC 3.2.1.163: 1,6-alfa-D-manozidaza
- EC 3.2.1.164: galaktan endo-1,6-beta-galaktozidaza
- EC 3.2.1.165: ekso-1,4-beta-D-glukozaminidaza
- EC 3.2.1.166: heparanaza
- EC 3.2.1.167: baikalin-beta-D-glukuronidaza
- EC 3.2.1.168: hesperidin 6-O-alfa-L-ramnozil-beta-D-glukozidaza
- EC 3.2.1.169: proteinska O-GlcNAkaza
- EC 3.2.1.170: manozilgliceratna hidrolaza
- EC 3.2.1.171: ramnogalakturonanska hidrolaza
- EC 3.2.1.172: nezasićena ramnogalakturonilna hidrolaza
- EC 3.2.1.173: ramnogalakturonanska galakturonohidrolaza
- EC 3.2.1.174: ramnogalakturonanska ramnohidrolaza
- EC 3.2.1.175: beta-D-glukopiranozil abscisat beta-glukozidaza
- EC 3.2.1.176: celuloza 1,4-beta-celobiozidaza (redukujući kraj)
- EC 3.2.1.177: alfa-D-ksilozid ksilohidrolaza
- EC 3.2.1.178: beta-porfiranaza
- EC 3.2.1.179: gelan tetrasaharidna nezasićeno glukuronilna hidrolaza
- EC 3.2.1.180: hidrolaza nezasićenog hondroitinskog disaharida
- EC 3.2.1.181: galaktanska endo-beta-1,3-galaktanaza
- EC 3.2.1.182: 4-hidroksi-7-metoksi-3-okso-3,4-dihidro-2H-1,4-benzoksazin-2-il glukozidna beta-D-glukozidaza
- EC 3.2.1.183: UDP-N-acetilglukozaminska 2-epimeraza (hidroliza)
- EC 3.2.1.184: UDP-N,N'-diacetilbacilozaminska 2-epimeraza (hidroliza)

### EC 3.2.2: Hidroliza N-glikozilnih jedinjenja
- EC 3.2.2.1: purin nukleozidaza
- EC 3.2.2.2: inozin nukleozidaza
- EC 3.2.2.3: uridin nukleozidaza
- EC 3.2.2.4: AMP nukleozidaza
- EC 3.2.2.5:  nukleozidaza
- EC 3.2.2.6:  nukleozidaza
- EC 3.2.2.7: adenozin nukleozidaza
- EC 3.2.2.8: ribozilpirimidinska nukleozidaza
- EC 3.2.2.9: adenozilhomocistein nukleozidaza
- EC 3.2.2.10: pirimidinski-5'-nukleotid nukleozidaza
- EC 3.2.2.11: b-aspartil-N-acetilglukozaminidaza
- EC 3.2.2.12: inozinat nukleozidaza
- EC 3.2.2.13: 1-metiladenozin nukleozidaza
- EC 3.2.2.14: NMN nukleozidaza
- EC 3.2.2.15: DNK-dezoksiinozin glikozilaza
- EC 3.2.2.16: metiltioadenozin nukleozidaza
- EC 3.2.2.17: dezoksiribodipirimidin endonukleozidaza
- EC 3.2.2.18: obrisano, uključeno u EC 3.5.1.52
- EC 3.2.2.19: ADP-ribozilarginin hidrolaza
- EC 3.2.2.20: DNK-3-metiladenin glikozilaza I
- EC 3.2.2.21: DNK-3-metiladenin glikozilaza II
- EC 3.2.2.22: rRNK N-glikozilaza
- EC 3.2.2.23: DNK-formamidopirimidin glikozilaza
- EC 3.2.2.24: ADP-ribozil-(diazotna reduktaza) hidrolaza
- EC 3.2.2.25: N-metilna nukleozidaza
- EC 3.2.2.26: futalozinska hidrolaza
- EC 3.2.2.27: uracil-DNK glikozilaza
- EC 3.2.2.28: dvolančana uracil-DNK glikozilaza
- EC 3.2.2.29: timin-DNK glikozilaza

### EC 3.2.3: Hidroliza S-glikozilnih jedinjenja
- EC 3.2.3.1: sad EC 3.2.1.147

## EC 3.3: Eterske veze

### EC 3.3.1: Tioetarske i trialkilsulfonihum hidrolaze
- EC 3.3.1.1: adenozilhomocisteinaza
- EC 3.3.1.2: adenozilmetionin hidrolaza
- EC 3.3.1.3: sad EC 4.4.1.21

### EC 3.3.2: Etarske didrolaze
- EC 3.3.2.1: izohorismataza
- EC 3.3.2.2: alkenilglicerofosfoholin hidrolaza
- EC 3.3.2.3: epoksid hidrolaza
- EC 3.3.2.4: trans-epoksisukcinat hidrolaza
- EC 3.3.2.5: alkenilglicerofosfoetanolamin hidrolaza
- EC 3.3.2.6: leukotrien-A4 hidrolaza
- EC 3.3.2.7: hepoksilin-epoksid hidrolaza
- EC 3.3.2.8: limonen-1,2-epoksid hidrolaza
- EC 3.3.2.9: mikrozomalna epoksidna hidrolaza
- EC 3.3.2.10: hidroliza rastvornog epoksida
- EC 3.3.2.11: holestarol-5,6-oksidna hidrolaza

## EC 3.4:Peptidaze

### EC 3.4.1 α-amino acil peptide hidrolaze (ukinuto)
- EC 3.4.1.1: leucilna aminopeptidaza, sad EC 3.4.11.1
- EC 3.4.1.2: alaninska aminopeptidaza, sad EC 3.4.11.2
- EC 3.4.1.3: aminotripeptidaza, sad EC 3.4.11.4
- EC 3.4.1.4: prolilna aminopeptidaza, sad EC 3.4.11.5

### EC 3.4.2 Peptidil aminokiselinske hidrolaze (ukinuto)
- EC 3.4.2.1: karboksipeptidaza A, sad EC 3.4.17.1
- EC 3.4.2.2: karboksipeptidaza B, sad EC 3.4.17.2
- EC 3.4.2.3: karboksipeptidaza kvasca, sad EC 3.4.17.4

### EC 3.4.3 Dipeptidne hidrolaze (ukinuto)
- EC 3.4.3.1: glicil-glicin dipeptidaza, sad EC 3.4.13.18
- EC 3.4.3.2: glicil-leucin dipeptidaza, sad EC 3.4.13.18
- EC 3.4.3.3: aminoacil-histidinska dipeptidaza, karnozinaza, sad EC 3.4.13.3
- EC 3.4.3.4: aminoacil-metilhistidinska dipeptidaza, anserinaza, sad EC 3.4.13.5
- EC 3.4.3.5: cisteinil-glicinska dipeptidaza, sad EC 3.4.11.2
- EC 3.4.3.6: iminodipeptidaza, sad EC 3.4.13.8
- EC 3.4.3.7: imidodipeptidaza, prolidaza, sad EC 3.4.13.9

### EC 3.4.4 Peptidil peptidne hidrolaze (ukinuto)
- EC 3.4.4.1: pepsin, sad EC 3.4.23.1
- EC 3.4.4.2: pepsin B, sad EC 3.4.23.2
- EC 3.4.4.3: renin, sad EC 3.4.23.4
- EC 3.4.4.4: tripsin, sad EC 3.4.21.4
- EC 3.4.4.5: himotripsin, sad EC 3.4.21.1
- EC 3.4.4.6: himotripsin B, sad EC 3.4.21.1
- EC 3.4.4.7: pankreatopeptidaza E, sad EC 3.4.21.36 and EC 3.4.21.37
- EC 3.4.4.8: enteropeptidaza, sad EC 3.4.21.9
- EC 3.4.4.9: katepsin C, sad EC 3.4.14.1
- EC 3.4.4.10: papain, sad EC 3.4.22.2
- EC 3.4.4.11: himopapain, sad EC 3.4.22.6
- EC 3.4.4.12: ficin, sad EC 3.4.22.3
- EC 3.4.4.13: trombin, sad EC 3.4.21.5
- EC 3.4.4.14: plazmin, sad EC 3.4.21.7
- EC 3.4.4.15: renin, sad EC 3.4.23.15
- EC 3.4.4.16: subtilopeptidaza A, sad EC 3.4.21.62 do EC 3.4.21.67
- EC 3.4.4.17: aspergilopeptidaza A, sad EC 3.4.23.20 do EC 3.4.23.30  3.4.23.30
- EC 3.4.4.18:  peptidaza A, sad EC 3.4.22.10
- EC 3.4.4.19: klostridiopeptidaza A, sad EC 3.4.24.3
- EC 3.4.4.20: klostridiopeptidaza B, sad EC 3.4.22.8
- EC 3.4.4.21: kalikrein sad EC 3.4.21.34
- EC 3.4.4.22: predložen, ime nije specificirano, sad EC 3.4.23.3
- EC 3.4.4.23: predložen, ime nije specificirano, sad EC 3.4.23.5
- EC 3.4.4.24: predložen, ime nije specificirano, sad EC 3.4.22.32 i EC 3.4.22.33
- EC 3.4.4.25: keratinaza obrisano

### EC 3.4.11Aminopeptidaze
- EC 3.4.11.1: leucil aminopeptidaza
- EC 3.4.11.2: membranska alaninska aminopeptidaza
- EC 3.4.11.3: cistinil aminopeptidaza
- EC 3.4.11.4: tripeptid aminopeptidaza
- EC 3.4.11.5: prolil aminopeptidaza
- EC 3.4.11.6: aminopeptidaza B
- EC 3.4.11.7: glutamil aminopeptidaza
- EC 3.4.11.8: Sad EC 3.4.19.3
- EC 3.4.11.9: X-Pro aminopeptidaza
- EC 3.4.11.10: bakterijski leucil aminopeptidaza
- EC 3.4.11.11: Obrisano
- EC 3.4.11.12: Obrisano
- EC 3.4.11.13: klostridijalna aminopeptidaza
- EC 3.4.11.14: citozol alanil aminopeptidaza
- EC 3.4.11.15: aminopeptidaza Y
- EC 3.4.11.16:  aminopeptidaza
- EC 3.4.11.17: triptofanil aminopeptidaza
- EC 3.4.11.18: metionil aminopeptidaza
- EC 3.4.11.19: D-stereospecifična aminopeptidaza
- EC 3.4.11.20: aminopeptidaza Ei
- EC 3.4.11.21: aspartil aminopeptidaza
- EC 3.4.11.22: aminopeptidaza I
- EC 3.4.11.23: PepB aminopeptidaza
- EC 3.4.11.24: aminopeptidaza S
- EC 3.4.11.25: beta-peptidilna aminopeptidaza
- EC 3.4.11.26: peptidaza-55 razlaganja međuproizvoda

### EC 3.4.13Dipeptidaze
- EC 3.4.13.1: glicil-glicin dipeptidaza
- EC 3.4.13.2: glicil-leucin dipeptidaza
- EC 3.4.13.3:  dipeptidaza
- EC 3.4.13.4:  dipeptidaza
- EC 3.4.13.5: X-metil-His dipeptidaza
- EC 3.4.13.6: Sad EC 3.4.11.2
- EC 3.4.13.7:  dipeptidaza
- EC 3.4.13.8: Sad EC 3.4.13.18
- EC 3.4.13.9: |X-Pro dipeptidaza
- EC 3.4.13.10: Sad EC 3.4.19.5
- EC 3.4.13.11: Sad EC 3.4.13.19
- EC 3.4.13.12:  dipeptidaza
- EC 3.4.13.13: Sad EC 3.4.13.3
- EC 3.4.13.14: Obrisano
- EC 3.4.13.15: Sad EC 3.4.13.18
- EC 3.4.13.16: Obrisano
- EC 3.4.13.17: nestereospecifična dipeptidaza
- EC 3.4.13.18: citozol nespecifična dipeptidaza
- EC 3.4.13.19: membranska dipeptidaza
- EC 3.4.13.20: beta-Ala-His dipeptidaza
- EC 3.4.13.21: dipeptidaza E
- EC 3.4.13.22: D-Ala-D-Ala dipeptidaza

### EC 3.4.14Dipeptidil peptidazeitripeptidil peptidaze
- EC 3.4.14.1: dipeptidil-peptidaza I
- EC 3.4.14.2: dipeptidil-peptidaza II
- EC 3.4.14.3: Sad EC 3.4.19.1
- EC 3.4.14.4: dipeptidil-peptidaza III
- EC 3.4.14.5: dipeptidil-peptidaza IV
- EC 3.4.14.6: dipeptidilna dipeptidaza
- EC 3.4.14.7: Obrisano
- EC 3.4.14.8: Sad EC 3.4.14.10
- EC 3.4.14.9: tripeptidil-peptidaza I
- EC 3.4.14.10: tripeptidil-peptidaza II
- EC 3.4.14.11:  dipeptidil-peptidaza
- EC 3.4.14.12: Xaa-Xaa-Pro tripeptidilna peptidaza

### EC 3.4.15Peptidil dipeptidaze
- EC 3.4.15.1: peptidil-dipeptidaza A
- EC 3.4.15.2: Sad EC 3.4.19.2
- EC 3.4.15.3: Sad EC 3.4.15.5
- EC 3.4.15.4: peptidil-dipeptidaza B
- EC 3.4.15.5: peptidil-dipeptidaza
- EC 3.4.15.6: cijanoficinaza

### EC 3.4.16Karboksipeptidaze serinskog tipa
- EC 3.4.16.1: Sad EC 3.4.16.6
- EC 3.4.16.2: lizozomalna Pro-X karboksipeptidaza
- EC 3.4.16.3: Sad EC 3.4.16.5
- EC 3.4.16.4: serin-tip D-Ala-D-Ala karboksipeptidaza
- EC 3.4.16.5: karboksipeptidaza c
- EC 3.4.16.6: karboksipeptidaza D

### EC 3.4.17Metalokarboksipeptidaze
- EC 3.4.17.1: karboksipeptidaza A
- EC 3.4.17.2: karboksipeptidaza B
- EC 3.4.17.3: lizin karboksipeptidaza
- EC 3.4.17.4:  karboksipeptidaza
- EC 3.4.17.5: Obrisano
- EC 3.4.17.6: alanin karboksipeptidaza
- EC 3.4.17.7: Sad EC 3.5.1.28
- EC 3.4.17.8: muramoilpentapeptid karboksipeptidaza
- EC 3.4.17.9: karboksipeptidaza S
- EC 3.4.17.10: karboksipeptidaza E
- EC 3.4.17.11: glutamat karboksipeptidaza
- EC 3.4.17.12: karboksipeptidaza M
- EC 3.4.17.13: Muramoiltetrapeptid karboksipeptidaza
- EC 3.4.17.14: Cink D-Ala-D-Ala karboksipeptidaza
- EC 3.4.17.15: karboksipeptidaza A2
- EC 3.4.17.16: Membranski Pro-X karboksipeptidaza
- EC 3.4.17.17: tubulinil-Tyr karboksipeptidaza
- EC 3.4.17.18: karboksipeptidaza T
- EC 3.4.17.19: karboksipeptidaza
- EC 3.4.17.20: karboksipeptidaza u
- EC 3.4.17.21: glutamat karboksipeptidaza II
- EC 3.4.17.22: metalokarboksipeptidaza D
- EC 3.4.17.23: angiotensin-konvertujući enzim 2

### EC 3.4.18Karboksipeptidaze cisteinskog tipa
- EC 3.4.18.1: katepsin X

### EC 3.4.19Omega peptidaze
- EC 3.4.19.1: acilaminoacil-peptidaza
- EC 3.4.19.2: peptidilna glicinamidaza
- EC 3.4.19.3: piroglutamil-peptidaza I
- EC 3.4.19.4: Obrisano
- EC 3.4.19.5: beta-aspartil-peptidaza
- EC 3.4.19.6: piroglutamil-peptidaza II
- EC 3.4.19.7: -formilmetionil-peptidaza
- EC 3.4.19.8: Sad EC 3.4.17.21
- EC 3.4.19.9: gama-glutamil hidrolaza
- EC 3.4.19.10: Sad EC 3.5.1.28
- EC 3.4.19.11: gama-D-glutamil-meso-diaminopimelat peptidaza
- EC 3.4.19.12: ubikvitinilna hidrolaza 1
- EC 3.4.19.13: glutationska hidrolaza
- EC 3.4.19.14: leukotrienska C4 hidrolaza

### EC 3.4.21:Serinske proteaze
- EC 3.4.21.1: himotripsin
- EC 3.4.21.2: himotripsin C
- EC 3.4.21.3: metridin
- EC 3.4.21.4: tripsin
- EC 3.4.21.5: trombin
- EC 3.4.21.6: koagulacioni faktor Xa
- EC 3.4.21.7: plazmin
- EC 3.4.21.8: kalikrein
- EC 3.4.21.9: enteropeptidaza
- EC 3.4.21.10: akrozin
- EC 3.4.21.11: elastaza
- EC 3.4.21.12: alfa-litička endopeptidaza
- EC 3.4.21.13: Sad EC 3.4.16.6
- EC 3.4.21.14: Sad EC 3.4.21.67
- EC 3.4.21.15: Sad EC 3.4.21.63
- EC 3.4.21.16: Obrisano
- EC 3.4.21.17: Obrisano
- EC 3.4.21.18: Obrisano
- EC 3.4.21.19: glutamil endopeptidaza
- EC 3.4.21.20: katepsin G
- EC 3.4.21.21: koagulacioni faktor VIIa
- EC 3.4.21.22: koagulacioni faktor IXa
- EC 3.4.21.23: Vipera russelli proteinaza
- EC 3.4.21.24: Obrisano
- EC 3.4.21.25: kukumizin
- EC 3.4.21.26: prolil oligopeptidaza
- EC 3.4.21.27: koagulacioni faktor XIa
- EC 3.4.21.28: Sad EC 3.4.21.74
- EC 3.4.21.29: Sad EC 3.4.21.74
- EC 3.4.21.30: Sad EC 3.4.21.74
- EC 3.4.21.31: Sad EC 3.4.21.73
- EC 3.4.21.32: brahiurin
- EC 3.4.21.33: Obrisano
- EC 3.4.21.34: kalikrein plazme
- EC 3.4.21.35: kalikrein renalnog tkiva
- EC 3.4.21.36: pankreasna elastaza
- EC 3.4.21.37: leukocitna elastaza
- EC 3.4.21.38: koagulacioni faktor XIIa
- EC 3.4.21.39: himaza
- EC 3.4.21.40: Obrisano
- EC 3.4.21.41: komplementna potkomponenta C1r
- EC 3.4.21.42: komplementna potkomponenta C1s
- EC 3.4.21.43: klasični-komplementni-put C3/C5 konvertaza
- EC 3.4.21.44: Sad EC 3.4.21.43
- EC 3.4.21.45: komplementni faktor I
- EC 3.4.21.46: komplementni faktor D
- EC 3.4.21.47: alternativni komplementni put C3/C5 konvertaza
- EC 3.4.21.48: cerevisin
- EC 3.4.21.49: hipodermin C
- EC 3.4.21.50: lozil endopeptidaza
- EC 3.4.21.51: Obrisano
- EC 3.4.21.52: Obrisano
- EC 3.4.21.53: Endopeptidaza La
- EC 3.4.21.54: gama-Renin
- EC 3.4.21.55: Venombin AB
- EC 3.4.21.56: Sad EC 3.4.21.25
- EC 3.4.21.57: Leucil endopeptidaza
- EC 3.4.21.58: Obrisano
- EC 3.4.21.59: Triptaza
- EC 3.4.21.60: Skutelarin (enzim)
- EC 3.4.21.61: Keksin
- EC 3.4.21.62: Subtilizin
- EC 3.4.21.63: Orizin
- EC 3.4.21.64: Endopeptidaza K
- EC 3.4.21.65: Termomikolin
- EC 3.4.21.66: Termitaza
- EC 3.4.21.67: Endopeptidaza So
- EC 3.4.21.68: t-Plasminogeni aktivator
- EC 3.4.21.69: Protein C (aktivirani)
- EC 3.4.21.70: Pankreasna endopeptidaza E
- EC 3.4.21.71: Pankreasna elastaza II
- EC 3.4.21.72: IgA-specifična serinska endopeptidaza
- EC 3.4.21.73: u-plasminogeni aktivator
- EC 3.4.21.74: Venombin A
- EC 3.4.21.75: Furin
- EC 3.4.21.76: Mieloblastin
- EC 3.4.21.77: semenogelaza
- EC 3.4.21.78: Granzim A
- EC 3.4.21.79: Granzim B
- EC 3.4.21.80: Streptogrizin A
- EC 3.4.21.81: Streptogrizin B
- EC 3.4.21.82: glutamil endopeptidaza II
- EC 3.4.21.83: Oligopeptidaza B
- EC 3.4.21.84: Limulus faktor grušavanja C
- EC 3.4.21.85: Limulus faktor grušavanja B
- EC 3.4.21.86: Limulus zgrušavajući enzim
- EC 3.4.21.87: Omptin
- EC 3.4.21.88: Represor
- EC 3.4.21.89: Signal peptidaza I
- EC 3.4.21.90: Togavirin
- EC 3.4.21.91: Flavivirin
- EC 3.4.21.92: Endopeptidaza
- EC 3.4.21.93: Proproteinska konvertaza 1
- EC 3.4.21.94: Proproteinska konvertaza 2
- EC 3.4.21.95: Zmijski venum faktor V activator
- EC 3.4.21.96: Laktocepin
- EC 3.4.21.97: asemblin
- EC 3.4.21.98: hepacivirin
- EC 3.4.21.99: spermozin
- EC 3.4.21.100: pseudomonalizin
- EC 3.4.21.101: ksantomonalizin
- EC 3.4.21.102: peptidaza C-terminalne obrade
- EC 3.4.21.103: fizarolisin
- EC 3.4.21.104: serinska proteaza-2
- EC 3.4.21.105: romboidna proteaza
- EC 3.4.21.106: hepsin
- EC 3.4.21.107: peptidaza Do
- EC 3.4.21.108: HtrA2 peptidaza
- EC 3.4.21.109: matriptaza
- EC 3.4.21.110: C5a peptidaza
- EC 3.4.21.111: akvalizin 1
- EC 3.4.21.112: Membranski transkripcioni faktor peptidaza, mesto 1
- EC 3.4.21.113: pestivirusna NS3 poliproteinska peptidaza
- EC 3.4.21.114: serinska peptidaza ekvinskog arterivirusa
- EC 3.4.21.115: peptidaza infektivnog pankreasnog nekroznog birnavirusa Vp4
- EC 3.4.21.116: SpoIVB peptidaza
- EC 3.4.21.117: stratum corneum himotriptinski enzim
- EC 3.4.21.118: kalikrein 8
- EC 3.4.21.119: kalikrein 13
- EC 3.4.21.120: oviduktin

### EC 3.4.22Cisteinske proteaze
- EC 3.4.22.1: katepsin B
- EC 3.4.22.2: papain
- EC 3.4.22.3: fikain
- EC 3.4.22.4: Sad EC 3.4.22.33
- EC 3.4.22.5: Sad EC 3.4.22.33
- EC 3.4.22.6: himopapain
- EC 3.4.22.7: asklepain
- EC 3.4.22.8: klostripain
- EC 3.4.22.9: Sad EC 3.4.21.48
- EC 3.4.22.10: streptopain
- EC 3.4.22.11: Sad EC 3.4.24.56
- EC 3.4.22.12: Sad EC 3.4.19.9
- EC 3.4.22.13: Obrisano
- EC 3.4.22.14: aktinidain
- EC 3.4.22.15: katepsin L
- EC 3.4.22.16: katepsin H
- EC 3.4.22.17: Sad EC 3.4.22.53
- EC 3.4.22.18: Sad EC 3.4.21.26
- EC 3.4.22.19: Sad EC 3.4.24.15
- EC 3.4.22.20: Obrisano
- EC 3.4.22.21: Sad EC 3.4.25.1
- EC 3.4.22.22: Sad EC 3.4.24.37
- EC 3.4.22.23: Sad EC 3.4.21.61
- EC 3.4.22.24: katepsin T
- EC 3.4.22.25: Glicil endopeptidaza
- EC 3.4.22.26: kancerni prokoagulant
- EC 3.4.22.27: katepsin S
- EC 3.4.22.28: pikornain 3C
- EC 3.4.22.29: pikornain 2A
- EC 3.4.22.30: Karikain
- EC 3.4.22.31: Ananain
- EC 3.4.22.32: Stem bromelain
- EC 3.4.22.33: Voćni bromelain
- EC 3.4.22.34: Legumain
- EC 3.4.22.35: Histolizain
- EC 3.4.22.36: kaspaza-1
- EC 3.4.22.37: gingipain R
- EC 3.4.22.38: katepsin K
- EC 3.4.22.39: adenain
- EC 3.4.22.40: bleomicin hidrolaza
- EC 3.4.22.41: katepsin F
- EC 3.4.22.42: katepsin O
- EC 3.4.22.43: katepsin V
- EC 3.4.22.44: nuklearna inkluziona a endopeptidaza
- EC 3.4.22.45: pomoćna-komponenta proteinaza
- EC 3.4.22.46: -peptidaza
- EC 3.4.22.47: gingipain K
- EC 3.4.22.48: stafopain
- EC 3.4.22.49: separaza
- EC 3.4.22.50: V-cat endopeptidaza
- EC 3.4.22.51: kruzipain
- EC 3.4.22.52: kalpain-1
- EC 3.4.22.53: kalpain-2
- EC 3.4.22.54: kalpain-3
- EC 3.4.22.55: kaspaza-2
- EC 3.4.22.56: kaspaza-3
- EC 3.4.22.57: kaspaza-4
- EC 3.4.22.58: kaspaza-5
- EC 3.4.22.59: kaspaza-6
- EC 3.4.22.60: kaspaza-7
- EC 3.4.22.61: kaspaza-8
- EC 3.4.22.62: kaspaza-9
- EC 3.4.22.63: kaspaza-10
- EC 3.4.22.64: kaspaza-11
- EC 3.4.22.65: peptidaza-1 (gnjida)
- EC 3.4.22.66: kalicivirin
- EC 3.4.22.67: zingipain
- EC 3.4.22.68: Ulp1 peptidaza
- EC 3.4.22.69: SARS koronavirusna glavna proteinaza
- EC 3.4.22.70: sortaza-A
- EC 3.4.22.71: sortaza-B

### EC 3.4.23Aspartinske endopeptidaze
- EC 3.4.23.1: pepsin A
- EC 3.4.23.2: pepsin B
- EC 3.4.23.3: gastricsin
- EC 3.4.23.4: himozin
- EC 3.4.23.5: katepsin D
- EC 3.4.23.6: Sad EC 3.4.23.30
- EC 3.4.23.7: Sad EC 3.4.23.20
- EC 3.4.23.8: Sad EC 3.4.23.25
- EC 3.4.23.9: Sad EC 3.4.23.21
- EC 3.4.23.10: Sad EC 3.4.23.22
- EC 3.4.23.11: Obrisano
- EC 3.4.23.12: nepentezin
- EC 3.4.23.13: Obrisano
- EC 3.4.23.14: Obrisano
- EC 3.4.23.15: renin
- EC 3.4.23.16: HIV-1 retropepsin
- EC 3.4.23.17: Pro-opiomelanokortinski konvertujući enzim
- EC 3.4.23.18: Aspergilopepsin I
- EC 3.4.23.19: Aspergilopepsin II
- EC 3.4.23.20: Penicilopepsin
- EC 3.4.23.21: Rizopuspepsin
- EC 3.4.23.22: Endotiapepsin
- EC 3.4.23.23: Mukorpepsin
- EC 3.4.23.24: Kandidapepsin
- EC 3.4.23.25: Saharopepsin
- EC 3.4.23.26: Rodotorulapepsin
- EC 3.4.23.27: Sad EC 3.4.21.103
- EC 3.4.23.28: Akrocilindropepsin
- EC 3.4.23.29: poliporopepsin
- EC 3.4.23.30: Piknoporopepsin
- EC 3.4.23.31: Scitalidopepsin A
- EC 3.4.23.32: Scitalidopepsin B
- EC 3.4.23.33: Sad EC 3.4.21.101
- EC 3.4.23.34: katepsin e
- EC 3.4.23.35: Barierpepsin
- EC 3.4.23.36: Signalna peptidaza II
- EC 3.4.23.37: Sad EC 3.4.21.100
- EC 3.4.23.38: plazmepsin I
- EC 3.4.23.39: plazmepsin II
- EC 3.4.23.40: fitepsin
- EC 3.4.23.41: japsin 1
- EC 3.4.23.42: termopsin
- EC 3.4.23.43: prepilin peptidaza
- EC 3.4.23.44: nodavirus endopeptidaza
- EC 3.4.23.45: memapsin 1
- EC 3.4.23.46: memapsin 2
- EC 3.4.23.47: HIV-2 retropepsin
- EC 3.4.23.48: plasminogen activator Pla
- EC 3.4.23.49: omptin
- EC 3.4.23.50: ljudska endogena retrovirusna K endopeptidaza
- EC 3.4.23.51: HycI peptidaza
- EC 3.4.23.52: preflagelinska peptidaza

### EC 3.4.24:Metalopeptidaze
- EC 3.4.24.1: atrolizin A
- EC 3.4.24.2: Obrisano
- EC 3.4.24.3: mikrobna kolagenaza
- EC 3.4.24.4: Sad EC 3.4.24.40
- EC 3.4.24.5: Obrisano
- EC 3.4.24.6: leukolizin
- EC 3.4.24.7: interstinalna kolagenaza
- EC 3.4.24.8: Sad EC 3.4.24.3
- EC 3.4.24.9: Obrisano
- EC 3.4.24.10: Obrisano
- EC 3.4.24.11: neprilizin
- EC 3.4.24.12: envelizin
- EC 3.4.24.13: IgA-specifična metaloendopeptidaza
- EC 3.4.24.14: prokolagen N-endopeptidaza
- EC 3.4.24.15: timet oligopeptidaza
- EC 3.4.24.16: neurolizin
- EC 3.4.24.17: stromelizin 1
- EC 3.4.24.18: meprin A
- EC 3.4.24.19: prokolagen C-endopeptidaza
- EC 3.4.24.20: peptidil- metaloendopeptidaza
- EC 3.4.24.21: astacin
- EC 3.4.24.22: stromelizin 2
- EC 3.4.24.23: matrilizin
- EC 3.4.24.24: želatinaza A
- EC 3.4.24.25: vibriolizin
- EC 3.4.24.26: pseudolizin
- EC 3.4.24.27: termolizin
- EC 3.4.24.28: bacilolizin
- EC 3.4.24.29: aureolizin
- EC 3.4.24.30: kokolizin
- EC 3.4.24.31: mikolizin
- EC 3.4.24.32: beta-litička metaloendopeptidaza
- EC 3.4.24.33: peptidil- metaloendopeptidaza
- EC 3.4.24.34: neutrofilna kolagenaza
- EC 3.4.24.35: gelatinaza B
- EC 3.4.24.36: leišmanolizin
- EC 3.4.24.37: saharolizin
- EC 3.4.24.38: gametolizin
- EC 3.4.24.39: deuterolizin
- EC 3.4.24.40: seralizin
- EC 3.4.24.41: atrolizin B
- EC 3.4.24.42: atrolizin C
- EC 3.4.24.43: atroksaza
- EC 3.4.24.44: atrolizin E
- EC 3.4.24.45: atrolizin F
- EC 3.4.24.46: adamalizin
- EC 3.4.24.47: horilizin
- EC 3.4.24.48: ruberlizin
- EC 3.4.24.49: botropasin
- EC 3.4.24.50: botrolizin
- EC 3.4.24.51: ofiolizin
- EC 3.4.24.52: trimerlizin I
- EC 3.4.24.53: trimerlizin II
- EC 3.4.24.54: mukrolizin
- EC 3.4.24.55: pitrilizin
- EC 3.4.24.56: inzulizin
- EC 3.4.24.57: O-sijaloglikoprotein endopeptidaza
- EC 3.4.24.58: ruselizin
- EC 3.4.24.59: mitohondrijalna intermedijarna peptidaza
- EC 3.4.24.60: daktilizin
- EC 3.4.24.61: nardilizin
- EC 3.4.24.62: magnolizin
- EC 3.4.24.63: meprin B
- EC 3.4.24.64: peptidaza mitohondrijalna prerade
- EC 3.4.24.65: makrofagna elastaza
- EC 3.4.24.66: horiolizin L
- EC 3.4.24.67: horiolizin H
- EC 3.4.24.68: tentoksilizin
- EC 3.4.24.69: bontoksilizin
- EC 3.4.24.70: oligopeptidaza A
- EC 3.4.24.71: endotelin konvertujući enzim 1
- EC 3.4.24.72: fibrolaza
- EC 3.4.24.73: jararhagin
- EC 3.4.24.74: fragilizin
- EC 3.4.24.75: lizostafin
- EC 3.4.24.76: flavastacin
- EC 3.4.24.77: snapalizin
- EC 3.4.24.78: gpr endopeptidaza
- EC 3.4.24.79: papalizin-1
- EC 3.4.24.80: membranski tip matriks metaloproteinaze-1
- EC 3.4.24.81: ADAM10 endopeptidaza
- EC 3.4.24.82: ADAMTS-4 endopeptidaza
- EC 3.4.24.83: anthraks letalni faktor endopeptidaza
- EC 3.4.24.84: Ste24 endopeptidaza
- EC 3.4.24.85:  endopeptidaza
- EC 3.4.24.86: ADAM 17 endopeptidaza
- EC 3.4.24.87: ADAMTS 13 endopeptidaza

### EC 3.4.25Treoninske endopeptidaze
- EC 3.4.25.1: proteazomski endopeptidazni kompleks
- EC 3.4.25.2: HslU-HslV peptidaza

### EC 3.4.99Endopeptidaze sa nepoznatim katalitičkim mehanizmom
- EC 3.4.99.1: Sad EC 3.4.23.2
- EC 3.4.99.2: Obrisano
- EC 3.4.99.3: Obrisano
- EC 3.4.99.4: Sad EC 3.4.23.12
- EC 3.4.99.5: Sad EC 3.4.24.3
- EC 3.4.99.6: Sad  EC 3.4.24.21
- EC 3.4.99.7: Obrisano
- EC 3.4.99.8: Obrisano
- EC 3.4.99.9: Obrisano
- EC 3.4.99.10: Sad EC 3.4.24.56
- EC 3.4.99.11: Obrisano
- EC 3.4.99.12: Obrisano
- EC 3.4.99.13: Sad EC 3.4.24.32
- EC 3.4.99.14: Obrisano
- EC 3.4.99.15: Obrisano
- EC 3.4.99.16: Obrisano
- EC 3.4.99.17: Obrisano
- EC 3.4.99.18: Obrisano
- EC 3.4.99.19: Sad EC 3.4.23.15
- EC 3.4.99.20: Obrisano
- EC 3.4.99.21: Obrisano
- EC 3.4.99.22: Sad EC 3.4.24.29
- EC 3.4.99.23: Obrisano
- EC 3.4.99.24: Obrisano
- EC 3.4.99.25: Sad EC 3.4.23.21
- EC 3.4.99.26: Sad EC 3.4.21.68
- EC 3.4.99.27: Obrisano
- EC 3.4.99.28: Sad EC 3.4.21.60
- EC 3.4.99.29: Obrisano
- EC 3.4.99.30: Sad EC 3.4.24.20
- EC 3.4.99.31: Sad EC 3.4.24.15
- EC 3.4.99.32: Sad EC 3.4.24.20
- EC 3.4.99.33: Obrisano
- EC 3.4.99.34: Obrisano
- EC 3.4.99.35: Sad EC 3.4.23.36
- EC 3.4.99.36: Sad EC 3.4.21.89
- EC 3.4.99.37: Obrisano
- EC 3.4.99.38: Sad EC 3.4.23.17
- EC 3.4.99.39: Obrisano
- EC 3.4.99.40: Obrisano
- EC 3.4.99.41: Sad EC 3.4.24.64
- EC 3.4.99.42: Obrisano
- EC 3.4.99.43: Sad EC 3.4.23.42
- EC 3.4.99.44: Sad EC 3.4.24.55
- EC 3.4.99.45: Sad EC 3.4.24.56
- EC 3.4.99.46: Sad EC 3.4.25.1

## EC 3.5: Hidrolaze koje deluju na ugljenik-azotne veze, koje nisu peptidne veze

### 3.5.1: Linearni amidi
- EC 3.5.1.1: asparaginaza
- EC 3.5.1.2: glutaminaza
- EC 3.5.1.3: omega-amidaza
- EC 3.5.1.4: amidaza
- EC 3.5.1.5: urejaza
- EC 3.5.1.6: beta-ureidopropionaza
- EC 3.5.1.7: ureidosukcinaza
- EC 3.5.1.8: formilaspartat deformilaza
- EC 3.5.1.9: arilformamidaza
- EC 3.5.1.10: formiltetrahidrofolat deformilaza
- EC 3.5.1.11: penicilin amidaza
- EC 3.5.1.12: biotinidaza
- EC 3.5.1.13: aril-acilamidaza
- EC 3.5.1.14: aminoacilaza
- EC 3.5.1.15: aspartoacilaza
- EC 3.5.1.16: acetilornitin deacetilaza
- EC 3.5.1.17: acil-lizin deacilaza
- EC 3.5.1.18: sukcinil-diaminopimelat desukcinilaza
- EC 3.5.1.19: nikotinamidaza
- EC 3.5.1.20: citrulinaza
- EC 3.5.1.21: -acetil-beta-alanin deacetilaza
- EC 3.5.1.22: pantotenaza
- EC 3.5.1.23: keramidaza
- EC 3.5.1.24: holoilglicin hidrolaza
- EC 3.5.1.25: -acetilglukozamin-6-fosfat deacetilaza
- EC 3.5.1.26: N4-(beta-N-acetilglukozaminil)-L-asparaginaza
- EC 3.5.1.27: -formilmetionilaminoacil-tRNK deformilaza
- EC 3.5.1.28: -acetilmuramoil-L-alanin amidaza
- EC 3.5.1.29: 2-(acetamidometiln)sukcinatna hidrolaza
- EC 3.5.1.30: 5-aminopentanamidaza
- EC 3.5.1.31: formilmetionin deformilaza
- EC 3.5.1.32: hipurat hidrolaza
- EC 3.5.1.33: -acetilglukozamin deacetilaza
- EC 3.5.1.34: Sad EC 3.4.13.5
- EC 3.5.1.35: -glutaminaza
- EC 3.5.1.36: -metil-2-oksoglutaramat hidrolaza
- EC 3.5.1.37: Obrisano
- EC 3.5.1.38: glutamin-(asparagin-)ase
- EC 3.5.1.39: alkilamidaza
- EC 3.5.1.40: acilagmatin amidaza
- EC 3.5.1.41: hitin deacetilaza
- EC 3.5.1.42: nikotinamid-nukleotid amidaza
- EC 3.5.1.43: peptidil-glutaminaza
- EC 3.5.1.44: protein-glutamin glutaminaza
- EC 3.5.1.45: Obrisano
- EC 3.5.1.46: 6-aminoheksanoat-dimer hidrolaza
- EC 3.5.1.47: N-acetildiaminopimelat deacetilaza
- EC 3.5.1.48: acetilspermidin deacetilaza
- EC 3.5.1.49: formamidaza
- EC 3.5.1.50: pentanamidaza
- EC 3.5.1.51: 4-acetamidobutiril-KoA deacetilaza
- EC 3.5.1.52: peptid-N4-(N-acetil-beta-glukozaminil)asparagin amidaza
- EC 3.5.1.53: -karbamoilputrescin amidaza
- EC 3.5.1.54: alofanat hidrolaza
- EC 3.5.1.55: dugolančani-masni-acil-glutamat deacilaza
- EC 3.5.1.56: N,N-dimetilformamidaza
- EC 3.5.1.57: triptofanamidaza
- EC 3.5.1.58: -benziloksikarbonilglicin hidrolaza
- EC 3.5.1.59: -karbamoilsarkozin amidaza
- EC 3.5.1.60: N-(dugolančana-acil)etanolamin deacilaza
- EC 3.5.1.61: mimosinaza
- EC 3.5.1.62: acetilputrescin deacetilaza
- EC 3.5.1.63: 4-acetamidobutirat deacetilaza
- EC 3.5.1.64: Nalfa-benziloksikarbonilleucin hidrolaza
- EC 3.5.1.65: teanin hidrolaza
- EC 3.5.1.66: 2-(hidroksimetil)-3-(acetamidometiln)sukcinatna hidrolaza
- EC 3.5.1.67: 4-metilenglutaminaza
- EC 3.5.1.68: N-formilglutamat deformilaza
- EC 3.5.1.69: glikosfingolipid deacilaza
- EC 3.5.1.70: akuleacin-A deacilaza
- EC 3.5.1.71: N-feruloilglicin deacilaza
- EC 3.5.1.72: D-benzoilarginin-4-nitroanilid amidaza
- EC 3.5.1.73: karnitinamidaza
- EC 3.5.1.74: henodezoksiholoiltaurin hidrolaza
- EC 3.5.1.75: uretanaza
- EC 3.5.1.76: arilalkil acilamidaza
- EC 3.5.1.77: -karbamoil-D-aminokiselinska hidrolaza
- EC 3.5.1.78: Glutationilspermidin amidaza
- EC 3.5.1.79: Ftalil amidaza
- EC 3.5.1.80: Obrisano
- EC 3.5.1.81: -acil-D-aminokiselinska deacilaza
- EC 3.5.1.82: N-acil-D-glutamat deacilaza
- EC 3.5.1.83: -acil-D-aspartat deacilaza
- EC 3.5.1.84: biuret amidohidrolaza
- EC 3.5.1.85: -acetil-1-feniletilamin hidrolaza
- EC 3.5.1.86: mandelamid amidaza
- EC 3.5.1.87: -karbamoil-L-aminokiselinska hidrolaza
- EC 3.5.1.88: peptid deformilaza
- EC 3.5.1.89: -acetilglukozaminilfosfatidillinozitol deacetilaza
- EC 3.5.1.90: adenozilkobinamid hidrolaza
- EC 3.5.1.91: N-supstituisani formamid deformilaza
- EC 3.5.1.92: pantetein hidrolaza
- EC 3.5.1.93: glutaril-7-aminocefalosporansko-kiselinska acilaza
- EC 3.5.1.94: gama-glutamil-gama-aminobutiratna hidrolaza
- EC 3.5.1.95: N-malonilurejna hidrolaza
- EC 3.5.1.96: sukcinilglutamatna desukcinilaza
- EC 3.5.1.97: acil-homoserin-laktonska acilaza
- EC 3.5.1.98: histonska deacetilaza
- EC 3.5.1.99: masno kiselinska amidna hidrolaza
- EC 3.5.1.100: (R)-amidaza
- EC 3.5.1.101: L-prolin amidna hidrolaza
- EC 3.5.1.102: 2-amino-5-formilamino-6-ribozilaminopirimidin-4(3H)-on 5'-monofosfatna deformilaza
- EC 3.5.1.103: N-acetil-1-D-mio-inozitol-2-amino-2-dezoksi-alfa-D-glukopiranozidna deacetilaza
- EC 3.5.1.104: peptidoglikan-N-acetilglukozaminska deacetilaza
- EC 3.5.1.105: hitin disaharidna deacetilaza
- EC 3.5.1.106: N-formilmaleamatna deformilaza
- EC 3.5.1.107: maleamatna amidohidrolaza
- EC 3.5.1.108: UDP-3-O-acil-N-acetilglukozaminska deacetilaza
- EC 3.5.1.109: sfingomijelinska deacilaza
- EC 3.5.1.110: peroksiureidoakrilat/ureidoakrilatna amidohidrolaza
- EC 3.5.1.111: 2-oksoglutaramatna amidaza
- EC 3.5.1.112: 2'-N-acetilparomaminska deacetilaza
- EC 3.5.1.113: 2'''-acetil-6'''-hidroksineomicinska C deacetilaza

### 3.5.2: Ciklični amidi
- EC 3.5.2.1: barbituraza
- EC 3.5.2.2: dihidropirimidinaza
- EC 3.5.2.3: dihidroorotaza
- EC 3.5.2.4: karboksimetilhidantoinaza
- EC 3.5.2.5: alantoinaza
- EC 3.5.2.6: beta-laktamaza
- EC 3.5.2.7: imidazolonpropionaza
- EC 3.5.2.8: cefalosporinaza
- EC 3.5.2.9: 5-oksoprolinaza (ATP-hidroliza)
- EC 3.5.2.10: kreatininaza
- EC 3.5.2.11: L-lizin-laktamaza
- EC 3.5.2.12: 6-aminoheksanoat-ciklično-dimerna hidrolaza
- EC 3.5.2.13: 2,5-dioksopiperazin hidrolaza
- EC 3.5.2.14: -metilhidantoinaza (ATP-hidrolizing)
- EC 3.5.2.15: cijanurinska kiselina amidohidrolaza
- EC 3.5.2.16: maleimid hidrolaza
- EC 3.5.2.17: hidroksiizourat hidrolaza
- EC 3.5.2.18: enamidaza
- EC 3.5.2.19: streptotricinska hidrolaza

### 3.5.3: Linearni amidini
- EC 3.5.3.1: arginaza
- EC 3.5.3.2: guanidinoacetaza
- EC 3.5.3.3: kreatinaza
- EC 3.5.3.4: alantoikaza
- EC 3.5.3.5: formimidoilaspartat deiminaza
- EC 3.5.3.6: arginin deiminaza
- EC 3.5.3.7: guanidinobutiraza
- EC 3.5.3.8: formimidoilglutamaza
- EC 3.5.3.9: alantoat deiminaza
- EC 3.5.3.10: D-arginaza
- EC 3.5.3.11: agmatinaza
- EC 3.5.3.12: agmatin deiminaza
- EC 3.5.3.13: formimidoilglutamat deiminaza
- EC 3.5.3.14: amidinoaspartaza
- EC 3.5.3.15: protein-arginin deiminaza
- EC 3.5.3.16: metilguanidinaza
- EC 3.5.3.17: guanidinopropionaza
- EC 3.5.3.18: dimetilargininaza
- EC 3.5.3.19: ureidoglikolat hidrolaza
- EC 3.5.3.20: diguanidinobutanaza
- EC 3.5.3.21: metilendiureja deaminaza
- EC 3.5.3.22: proklavaminat amidinohidrolaza
- EC 3.5.3.23: N-sukcinilargininska dihidrolaza

### 3.5.4: Ciklični amidini
- EC 3.5.4.1: citozin deaminaza
- EC 3.5.4.2: adenin deaminaza
- EC 3.5.4.3: guanin deaminaza
- EC 3.5.4.4: adenozin deaminaza
- EC 3.5.4.5: citidin deaminaza
- EC 3.5.4.6: AMP deaminaza
- EC 3.5.4.7: ADP deaminaza
- EC 3.5.4.8: aminoimidazolaza
- EC 3.5.4.9: meteniltetrahidrofolat ciklohidrolaza
- EC 3.5.4.10: IMP ciklohidrolaza
- EC 3.5.4.11: pterin deaminaza
- EC 3.5.4.12: dCMP deaminaza
- EC 3.5.4.13: dCTP deaminaza
- EC 3.5.4.14: dezoksicitidin deaminaza
- EC 3.5.4.15: guanozin deaminaza
- EC 3.5.4.16: GTP ciklohidrolaza I
- EC 3.5.4.17: adenozin-fosfat deaminaza
- EC 3.5.4.18: ATP deaminaza
- EC 3.5.4.19: fosforibozil-AMP ciklohidrolaza
- EC 3.5.4.20: piritiamin deaminaza
- EC 3.5.4.21: kreatinin deaminaza
- EC 3.5.4.22: 1-pirolin-4-hidroksi-2-karboksilatna deaminaza
- EC 3.5.4.23: blasticidin-S deaminaza
- EC 3.5.4.24: sepiapterin deaminaza
- EC 3.5.4.25: GTP ciklohidrolaza II
- EC 3.5.4.26: diaminohidroksifosforibozilaminopirimidin deaminaza
- EC 3.5.4.27: meteniltetrahidrometanopterin ciklohidrolaza
- EC 3.5.4.28: -adenozilhomocistein deaminaza
- EC 3.5.4.29: GTP ciklohidrolaza IIa
- EC 3.5.4.30: dCTP deaminaza (formira dUMP)
- EC 3.5.4.31: S-metil-5'-tioadenozinska deaminaza
- EC 3.5.4.32: 8-oksoguaninska deaminaza

### 3.5.5: Nitrili
- EC 3.5.5.1: nitrilaza
- EC 3.5.5.2: ricinin nitrilaza
- EC 3.5.5.3: Sad EC 4.2.1.104
- EC 3.5.5.4: cijanoalanin nitrilaza
- EC 3.5.5.5: arilacetonitrilaza
- EC 3.5.5.6: bromoksinil nitrilaza
- EC 3.5.5.7: alifatična nitrilaza
- EC 3.5.5.8: tiocijanat hidrolaza

### 3.5.99: Druga jedinjenja
- EC 3.5.99.1: riboflavinaza
- EC 3.5.99.2: tiaminaza
- EC 3.5.99.3: hidroksidehloroatrazin etilaminohidrolaza
- EC 3.5.99.4: N-izopropilamelid izopropilaminohidrolaza
- EC 3.5.99.5: 2-aminomukonat deaminaza
- EC 3.5.99.6: glukozamin-6-fosfat deaminaza
- EC 3.5.99.7: 1-aminociklopropan-1-karboksilat deaminaza
- EC 3.5.99.8: 5-nitroantranilno kiselinska aminohidrolaza
- EC 3.5.99.9: 2-nitroimidazolna nitrohidrolaza

## EC 3.6: Hidrolaze koje deluju naanhidride kiselina

### 3.6.1
- EC 3.6.1.1: neorganska difosfataza
- EC 3.6.1.2: trimetafosfataza
- EC 3.6.1.3: adenozintrifosfataza
- EC 3.6.1.4: Obrisano
- EC 3.6.1.5: apiraza
- EC 3.6.1.6: nukleozid-difosfataza
- EC 3.6.1.7: acilfosfataza
- EC 3.6.1.8: ATP difosfataza
- EC 3.6.1.9: nukleotid difosfataza
- EC 3.6.1.10: endopolifosfataza
- EC 3.6.1.11: eksopolifosfataza
- EC 3.6.1.12: dCTP difosfataza
- EC 3.6.1.13: ADP-riboza difosfataza
- EC 3.6.1.14: adenozin-tetrafosfataza
- EC 3.6.1.15: nukleozid-trifosfataza
- EC 3.6.1.16: CDP-glicerol difosfataza
- EC 3.6.1.17: bis(5'-nukleozil)-tetrafosfataza (asimetrična)
- EC 3.6.1.18: FAD difosfataza
- EC 3.6.1.19: nukleozid-trifosfat difosfataza
- EC 3.6.1.20: 5'-acilfosfoadenozin hidrolaza
- EC 3.6.1.21: ADP-šećer difosfataza
- EC 3.6.1.22: NAD+ difosfataza
- EC 3.6.1.23: dUTP difosfataza
- EC 3.6.1.24: nukleozid fosfoacilhidrolaza
- EC 3.6.1.25: trifosfataza
- EC 3.6.1.26: CDP-diacilglicerol difosfataza
- EC 3.6.1.27: undekaprenil-difosfataza
- EC 3.6.1.28: tiamin-trifosfataza
- EC 3.6.1.29: bis(5'-adenozil)-trifosfataza
- EC 3.6.1.30: m7G(5')pppN difosfataza
- EC 3.6.1.31: fosforibozil-ATP difosfataza
- EC 3.6.1.32: Sad EC 3.6.4.1
- EC 3.6.1.33: Sad EC 3.6.4.2
- EC 3.6.1.34: Sad EC 3.6.3.14
- EC 3.6.1.35: Sad EC 3.6.3.6
- EC 3.6.1.36: -pojačavajuća ATPaza
- EC 3.6.1.37: -pojačavajuća ATPaza
- EC 3.6.1.38: 2+-transportujuća ATPaza
- EC 3.6.1.39: timidin-trifosfataza
- EC 3.6.1.40: guanozin-5'-trifosfat,3'-difosfat difosfataza
- EC 3.6.1.41: bis(5'-nukleozil) tetrafosfataza (simetrična)
- EC 3.6.1.42: guanozin-difosfataza
- EC 3.6.1.43: dolihildifosfataza
- EC 3.6.1.44: oligosaharid-difosfodolihol difosfataza
- EC 3.6.1.45: UDP-šećer difosfataza
- EC 3.6.1.46: Sad EC 3.6.5.1
- EC 3.6.1.47: Sad EC 3.6.5.2
- EC 3.6.1.48: Sad EC 3.6.5.3
- EC 3.6.1.49: Sad EC 3.6.5.4
- EC 3.6.1.50: Sad EC 3.6.5.5
- EC 3.6.1.51: Sad EC 3.6.5.6
- EC 3.6.1.52: difosfoinozitol-polifosfat difosfataza
- EC 3.6.1.53: Mn2+ zavisna ADP-ribozna/CDP-alkoholna difosfataza
- EC 3.6.1.54: UDP-2,3-diacilglukozaminska difosfataza
- EC 3.6.1.55: 8-okso-dGTP difosfataza
- EC 3.6.1.56: 2-hidroksi-dATP difosfataza
- EC 3.6.1.57: UDP-2,4-diacetamido-2,4,6-tridezoksi-beta-L-altropiranozna hidrolaza
- EC 3.6.1.58: 8-okso-dGDP fosfataza
- EC 3.6.1.59: m7GpppX difosfataza
- EC 3.6.1.60: diadenozin heksafosfatna hidrolaza (formira AMP)
- EC 3.6.1.61: diadenozin heksafosfatna hidrolaza (formira ATP)
- EC 3.6.1.62: m7GpppN-iRNK hidrolaza
- EC 3.6.1.63: alfa-D-riboza 1-metilfosfonat 5-trifosfatna difosfataza

### 3.6.2
- EC 3.6.2.1: adenililsulfataza
- EC 3.6.2.2: fosfoadenililsulfataza

### 3.6.3
- EC 3.6.3.1: fosfolipid-translocirajuća ATPaza
- EC 3.6.3.2: 2+-importujuća ATPaza
- EC 3.6.3.3: 2+-eksportujuća ATPaza
- EC 3.6.3.4: 2+-eksportujuća ATPaza
- EC 3.6.3.5: 2+-eksportujuća ATPaza
- EC 3.6.3.6: +-eksportujuća ATPaza
- EC 3.6.3.7: +-eksportujuća ATPaza
- EC 3.6.3.8: 2+-transportujuća ATPaza
- EC 3.6.3.9: -pojačavajuća ATPaza
- EC 3.6.3.10: -pojačavajuća ATPaza
- EC 3.6.3.11: -transportujuća ATPaza
- EC 3.6.3.12: -transportujuća ATPaza
- EC 3.6.3.14: -transportujuća dvosektorna ATPaza
- EC 3.6.3.15: -transportujuća dvosektorna ATPaza
- EC 3.6.3.16: arsenit-transportujuća ATPaza
- EC 3.6.3.17: monosaharid-transportujuća ATPaza
- EC 3.6.3.18: oligosaharid-transportujuća ATPaza
- EC 3.6.3.19: maltoza-transportujuća ATPaza
- EC 3.6.3.20: glicerol-3-fosfat-transportujuća ATPaza
- EC 3.6.3.21: Transportujuća ATPaza polarnih aminokiselina
- EC 3.6.3.22: Transportujuća ATPaza nepolarnih aminokiselina
- EC 3.6.3.23: oligopeptid-transportujuća ATPaza
- EC 3.6.3.24: Transportujuća ATPaza nikla
- EC 3.6.3.25: Transportujuća ATPaza sulfata
- EC 3.6.3.26: Transportujuća ATPaza nitrata
- EC 3.6.3.27: Transportujuća ATPaza fosfata
- EC 3.6.3.28: Transportujuća ATPaza fosfonata
- EC 3.6.3.29: Transportujuća ATPaza molibdata
- EC 3.6.3.30: 3+-transportujuća ATPaza
- EC 3.6.3.31: Transportujuća ATPaza poliamina
- EC 3.6.3.32: Transportujuća ATPaza kvaternarnog amina
- EC 3.6.3.33: Transportujuća ATPaza vitamina B12
- EC 3.6.3.34: Transportujuća ATPaza gvožđe-helata
- EC 3.6.3.35: Transportujuća ATPaza mangana
- EC 3.6.3.36: Transportujuća ATPaza taurina
- EC 3.6.3.37: Transportujuća ATPaza guanina
- EC 3.6.3.38: Transportujuća ATPaza kapsularnog polisaharida
- EC 3.6.3.39: Transportujuća ATPaza lipopolisaharida
- EC 3.6.3.40: Transportujuća ATPaza teihoinske kiseline
- EC 3.6.3.41: Transportujuća ATPaza Hema
- EC 3.6.3.42: Transportujuća ATPaza beta-glukana
- EC 3.6.3.43: Transportujuća ATPaza peptida
- EC 3.6.3.44: Transportujuća ATPaza ksenobiotika
- EC 3.6.3.45: Transportujuća ATPaza steroida
- EC 3.6.3.46: Transportujuća ATPaza kadmijuma
- EC 3.6.3.47: Transportujuća ATPaza masna kiselina KoA
- EC 3.6.3.48: Transportujuća ATPaza alfa-faktora
- EC 3.6.3.49: provodnost kanala kontrolišuća ATPaza
- EC 3.6.3.50: ATPaza izlučivanja proteina
- EC 3.6.3.51: mitohondrijalni protein-transportujuća ATPaza
- EC 3.6.3.52: hloroplastni protein-transportujuća ATPaza
- EC 3.6.3.53: +-eksportujuća ATPaza

### 3.6.4
- EC 3.6.4.1: miozinska ATPaza
- EC 3.6.4.2: dineinska ATPaza
- EC 3.6.4.3: ATPaza presecanja mikrotubula
- EC 3.6.4.4: pozitivno usmerena kinezinska ATPaza
- EC 3.6.4.5: negativno usmerena kinezinska ATPaza
- EC 3.6.4.6: ATPaza spajanja vezikula
- EC 3.6.4.7: peroksizomska ATPaza
- EC 3.6.4.8: proteazomska ATPaza
- EC 3.6.4.9: šaperoninska ATPaza
- EC 3.6.4.10: nešaperoninska ATPaza
- EC 3.6.4.11: nukleoplazminska ATPaza
- EC 3.6.4.12: DNK helikaza
- EC 3.6.4.13: RNK helikaza

### 3.6.5
- EC 3.6.5.1: heterotrimerni G-protein
- EC 3.6.5.2: mala GTPaza
- EC 3.6.5.3: GTPaza proteinske sinteze
- EC 3.6.5.4: GTPaza signalnog prepoznavanja
- EC 3.6.5.5: dinaminska GTPaza
- EC 3.6.5.6: tubulinska GTPaza

## EC 3.7: Hidrolaze koje deluju na ugljenik-ugljenik veze
- EC 3.7.1.1: oksaloacetaza
- EC 3.7.1.2: fumarilacetoacetaza
- EC 3.7.1.3: kinureninaza
- EC 3.7.1.4: floretinska hidrolaza
- EC 3.7.1.5: acilpiruvatna hidrolaza
- EC 3.7.1.6: acetilpiruvatna hidrolaza
- EC 3.7.1.7: beta-diketonska hidrolaza
- EC 3.7.1.8: 2,6-diokso-6-fenilheksa-3-enolat hidrolaza
- EC 3.7.1.9: 2-hidroksimukonat-semialdehid hidrolaza
- EC 3.7.1.10: cikloheksan-1,3-dion hidrolaza
- EC 3.7.1.11: cikloheksan-1,2-dionska hidrolaza
- EC 3.7.1.12: kobalt-prekorinska 5A hidrolaza
- EC 3.7.1.13: 2-Hidroksi-6-okso-6-(2-aminofenil)heksa-2,4-dienoatna hidrolaza
- EC 3.7.1.14: 2-Hidroksi-6-oksonona-2,4-diendioatna hidrolaza
- EC 3.7.1.15: (+)-Kariolan-1-olna sintaza
- EC 3.7.1.16: oksepin-KoA hidrolaza
- EC 3.7.1.17: 4,5:9,10-diseko-3-hidroksi-5,9,17-trioksoandrosta-1(10),2-dien-4-oatna hidrolaza
- EC 3.7.1.18: 6-Oksokamforna hidrolaza
- EC 3.7.1.19: 2,6-Dihidroksipseudooksinikotinska hidrolaza
- EC 3.7.1.20: 3-Fumarilpiruvatna hidrolaza

## EC 3.8: Hidrolaze koje deluju nahalidneveze
- EC 3.8.1.1: alkilhalidaza
- EC 3.8.1.2: 2-halokiselina dehalogenaza
- EC 3.8.1.3: haloacetat dehalogenaza
- EC 3.8.1.4: sad EC 1.97.1.10
- EC 3.8.1.5: haloalkan dehalogenaza
- EC 3.8.1.6: 4-hlorobenzoat dehalogenaza
- EC 3.8.1.7: 4-Hlorobenzoil-KoA dehalogenaza
- EC 3.8.1.8: atrazin hlorohidrolaza
- EC 3.8.1.9: (R)-2-halokiselina dehalogenaza
- EC 3.8.1.10: 2-halokiselina dehalogenaza (invertovanje konfiguracije)
- EC 3.8.1.11: 2-halokiselina dehalogenaza (zadržavanje konfiguracije)
- EC 3.8.2.1: sad EC 3.1.8.2, diizopropil-fluorofosfataza

## EC 3.9: Hidrolaze koje deluju na fosfor-azot veze
- EC 3.9.1.1: fosfoamidaza

## EC 3.10: Hidrolaze koje deluju na sumpor-azot veze
- EC 3.10.1.1: -sulfoglukozamin sulfohidrolaza
- EC 3.10.1.2: ciklamat sulfohidrolaza

## EC 3.11: Hidrolaze koje deluju na ugljenik-fosfor veze
- EC 3.11.1.1: fosfonoacetaldehid hidrolaza
- EC 3.11.1.2: fosfonoacetat hidrolaza
- EC 3.11.1.3: fosfonopiruvatna hidrolaza

## EC 3.12: Hidrolaze koje deluju na sumpor-sumpor veze
- EC 3.12.1.1: tritionat hidrolaza

## EC 3.13: Hidrolaze koje deluju na ugljenik-sumpor veze
- EC 3.13.1.1: UDP-sulfohinovozna sintaza
- EC 3.13.1.2: obrisano
- EC 3.13.1.3: 2'-hidroksibifenil-2-sulfinat desulfinaza

## Literatura
- Nicholas C. Price; Lewis Stevens (1999). Fundamentals of Enzymology: The Cell and Molecular Biology of Catalytic Proteins (Third изд.). USA: Oxford University Press. ISBN 019850229X.
- Eric J. Toone (2006). Advances in Enzymology and Related Areas of Molecular Biology, Protein Evolution (Volume 75 изд.). Wiley-Interscience. ISBN 0471205036.
- Branden C; Tooze J. Introduction to Protein Structure. New York, NY: Garland Publishing. ISBN 0-8153-2305-0.
- Irwin H. Segel. Enzyme Kinetics: Behavior and Analysis of Rapid Equilibrium and Steady-State Enzyme Systems (Book 44 изд.). Wiley Classics Library. ISBN 0471303097.